# Daniel Eid
Daniel Eid, né le 14 octobre 1998 à Ulsteinvik en Norvège, est un footballeur norvégien qui évolue au poste d'arrière droit au Fredrikstad FK.

## Biographie

### Débuts professionnels
Né à Ulsteinvik en Norvège, Daniel Eid est formé par l'IL Hødd. Il commence sa carrière avec ce club en troisième division norvégienne, jouant son premier match le 17 avril 2017, lors de la première journée de la saison 2017 face au SK Vard Haugesund. Il est titularisé et les deux équipes se neutralisent (1-1 score final).
C'est également contre le SK Vard Haugesund qu'il inscrit son premier but, le 11 août 2018, en championnat. Il permet à son équipe de s'imposer (1-2 score final).
Le 24 janvier 2020, Daniel Eid rejoint le Sogndal Fotball. Il signe un contrat courant jusqu'en décembre 2022
Il découvre alors la deuxième division norvégienne. Il joue son premier match dans cette compétition le 3 juillet 2020, lors de la première journée de la saison 2020, contre le Åsane Fotball. Titulaire, il se fait également remarquer en inscrivant son premier but, et participe ainsi à la victoire de son équipe (1-4 score final).

### IFK Norrköping
Le 14 janvier 2022, Daniel Eid rejoint la Suède pour s'engager en faveur de l'IFK Norrköping. Il signe un contrat courant jusqu'en décembre 2025,.
Eid joue son premier match sous ses nouvelles couleurs le 19 février 2022, à l'occasion d'une rencontre de coupe de Suède contre l'Östers IF. Il est titularisé lors de ce match qui se solde par un score nul de un partout. Le défenseur norvégien fait sa première apparition dans l'Allsvenskan, l'élite du football norvégien, le 3 avril 2022, lors de la première journée de la saison 2022, contre le Varbergs BoIS. L'IFK Norrköping est battu ce jour-là (0-1 score final).

### Fredrikstad FK
Le 16 juillet 2024, Daniel Eid rejoint le Fredrikstad FK. Il signe un contrat de trois ans, soit jusqu'en juillet 2027.